# Mario Operti
Mario Operti (Savigliano, 21 luglio 1950 – Torino, 18 giugno 2001) è stato un presbitero italiano noto come esponente della Gioventù Operaia Cristiana e per avere fondato il Progetto Policoro.

## Biografia

### Studi e sacerdozio
Mario Operti nacque a Savigliano il 21 luglio 1950 da Lucia Siccardi e Bartolomeo Operti. Ebbe come fratelli Guido e Luigi. 
Dopo gli studi presso il seminario minore di Bra (CN) frequentò il seminario maggiore di Rivoli (TO), dove conseguì la maturità classica nel 1969.
Cominciò poi gli studi di teologia presso la facoltà di Torino, che interruppe nel 1972 per lavorare come operaio per circa un anno in una piccola impresa metalmeccanica di Manta, con motivazioni analoghe a quelle dei preti operai. Ripresi gli studi venne poi ordinato prete a Savigliano il 27 settembre 1975 dal cardinale Michele Pellegrino.

### L'attività nella GiOC
Tra il 1975 e il 1983 Mario Operti operò come viceparroco nella parrocchia "Immacolata Concezione" del quartiere torinese di San Donato, aggregando numerosi giovani attorno ai gruppi della GiOC.
Nel 1983 si iscrisse a Scienze Politiche, conseguendo la laurea nel 1994; nel frattempo era stato nominato docente all'Istituto superiore di scienze religiose di Torino, dove ebbe prima la cattedra di storia della filosofia e poi quella di scienze religiose. Risale al 1991 la pubblicazione, insieme a Oreste Aime, del testo Religione e religioni: guida allo studio del fenomeno religioso (edizioni Paoline). A fianco dell'impegno accademico Operti portò avanti la propria attività pastorale prima a Grugliasco e poi di nuovo a Torino, presso il quartiere Pozzo Strada. Nel 1989 divenne assistente ecclesiastico della federazione GiOC di Torino e nel 1993 fu eletto assistente nazionale della stessa GiOC,.

### La CEI e il Progetto Policoro
Mario Operti nel 1995 fu nominato direttore dell'ufficio nazionale CEI per i problemi sociali e del lavoro e si trasferì quindi a Roma..
Nel corso del proprio mandato impostò l'attività dell'ufficio da lui diretto, oltre che su argomenti legati alla pastorale del lavoro, anche verso tematiche con notevole rilevanza politica quali la Campagna ecclesiastica per la remissione del debito dei paesi più poveri, nata nell'ambito del Giubileo 2000 e che venne in seguito ripresa dal vescovo Fernando Charrier.
Tra le iniziative di questo periodo quella che ebbe maggiore notorietà e durata nel tempo fu però la fondazione del Progetto Policoro. Si tratta di un progetto nato nel dicembre del 1995 e rivolto principalmente alla creazione di piccole imprese tra i giovani dell'italia meridionale, progetto che negli anni successivi si diffuse in dieci regioni italiane ed in circa 90 diocesi.
Nell'aprile del 1997, durante il pontificato di Giovanni Paolo II, gli fu conferito il titolo di cappellano di Sua Santità.

### Gli ultimi anni
Al termine del proprio incarico di direttore dell'Ufficio nazionale per i problemi sociali e il lavoro Mario Operti fece ritorno a Torino dove, nell'aprile 2001, venne nominato dal cardinale Severino Poletto provicario per la pastorale dell'arcidiocesi di Torino.
Morì all'ospedale delle Molinette (Torino) il 18 giugno 2001 dopo una breve malattia; i funerali vennero celebrati in duomo dal cardinale Severino Poletto e la salma fu tumulata nel cimitero di Savigliano.
Dopo la sua morte fu creata all'inizio del 2004 la "Fondazione Mario Operti", una onlus con sede legale a Torino, che gestisce progetti di solidarietà sui temi di "casa", "giovani e periferie", "borse lavoro", "microcredito", "formazione per la mobilità professionale" e "migranti".
Alla memoria di Mario Operti è anche stata dedicata la "sala polivalente Mario Operti", una struttura costruita tra il 1958 e il 1959 dagli architetti Leonardo e Nicola Mosso alla base della Chiesa del Gesù Redentore (quartiere Mirafiori Nord).